# Stachydeoma graveolens
Stachydeoma graveolens  là một loài thực vật có hoa trong họ Hoa môi. Loài này được (Chapm. ex A.Gray) Small miêu tả khoa học đầu tiên năm 1903.